# Juan José Leaño
Juan José Leaño Álvarez del Castillo (1925-21 de enero de 2022) fue un ingeniero, directivo mexicano, propietario de los Estudiantes Tecos y antiguo presidente de la Federación Mexicana de Fútbol.  

## Biografía
Hijo de Nicolás Leaño y Juana Álvarez del Castillo. Fue  Vicerrector Administrativo de la Universidad Autónoma de Guadalajara cargo que ocupó hasta su muerte el 21 de enero de 2022. Su hermano, quien falleciera en 2010, Antonio Leaño, fue rector vitalicio. 

### Premios
- Golden Award (2005) otorgado por la Federación Alemana de Fútbol.